# Eutaxie
Unter Eutaxie versteht man die lückenlose Reihung der Armschwingen eines Vogelflügels.
Lückenlos bedeutet in diesem Fall, dass die Transversalreihen, die sich aus Schwungfedern und einem Satz zugehörigen oberen und unteren Deckfedern zusammensetzen, komplett sind. Ist zwischen den Armschwingen 4 und 5 eine Transversalreihe ohne Armschwinge eingefügt, so spricht man von Diastataxie.
Die eutaxische Befiederung des Flügels ist der Normalfall. Beim notwendigen Zusammenfalten des Flügels werden die Schwungfedern einschließlich der Deckfedern übereinander geschoben. Wegen des manchmal erforderlichen stärkeren Faltens des Flügels bei einigen Vogelgruppen entwickelte sich zwecks Erleichterung die diastataxische Lücke. Diese ergibt sich durch das Einfügen einer zusätzlichen Transversalreihe ohne die zugehörige Schwungfeder.
Das betrifft die Sperlingsvögel (Passeriformes), die Spechte (Piciformes) und die Kuckucke (Cuculiformes) komplett. Unter den Hühnervögeln (Galliformes), den Watvögeln (Charadriiformes) und den Tauben (Columbiformes) gibt es Arten sowohl mit eutaxischer als auch mit diastataxischer Befiederung.